# Aleurina calospora
Aleurina calospora är en svampart som först beskrevs av Rifai, och fick sitt nu gällande namn av Korf & W.Y. Zhuang 1986. Aleurina calospora ingår i släktet Aleurina och familjen Pyronemataceae.   Inga underarter finns listade i Catalogue of Life.